# Gynanisa maja
Gynanisa maja (tên tiếng Anh: Chipumi) là một loài bướm đêm thuộc họ Saturniidae. Loài này có ở Nam Phi tới miền đông Châu Phi (up to Angola và Zambia). Gynanisa nigra is just a darker form và not a distinct species.
Sải cánh dài 105–113 mm. Con trưởng thành bay từ cuối tháng 12 đến đầu tháng 2.
Ấu trùng ăn Acacia erioloba, Acacia karroo, Acacia mollissima, Berlinia paniculata, Brachystegia venosa, Cassia, Colophospermum mopane, Elephantorrhiza burchelli, Julbernardia, Laburnum, Peltophorum, Prunus persica, Pterocarpus, Quercus gambelii, Quercus robar, Quercus turneri, Robinia pseudoacacia và Schotia. 